# Козинский, Клим Александрович
Клим Александрович Козинский (род. 8 февраля 1989, Одесса) — российский и украинский режиссёр театра и кино, сценарист. 

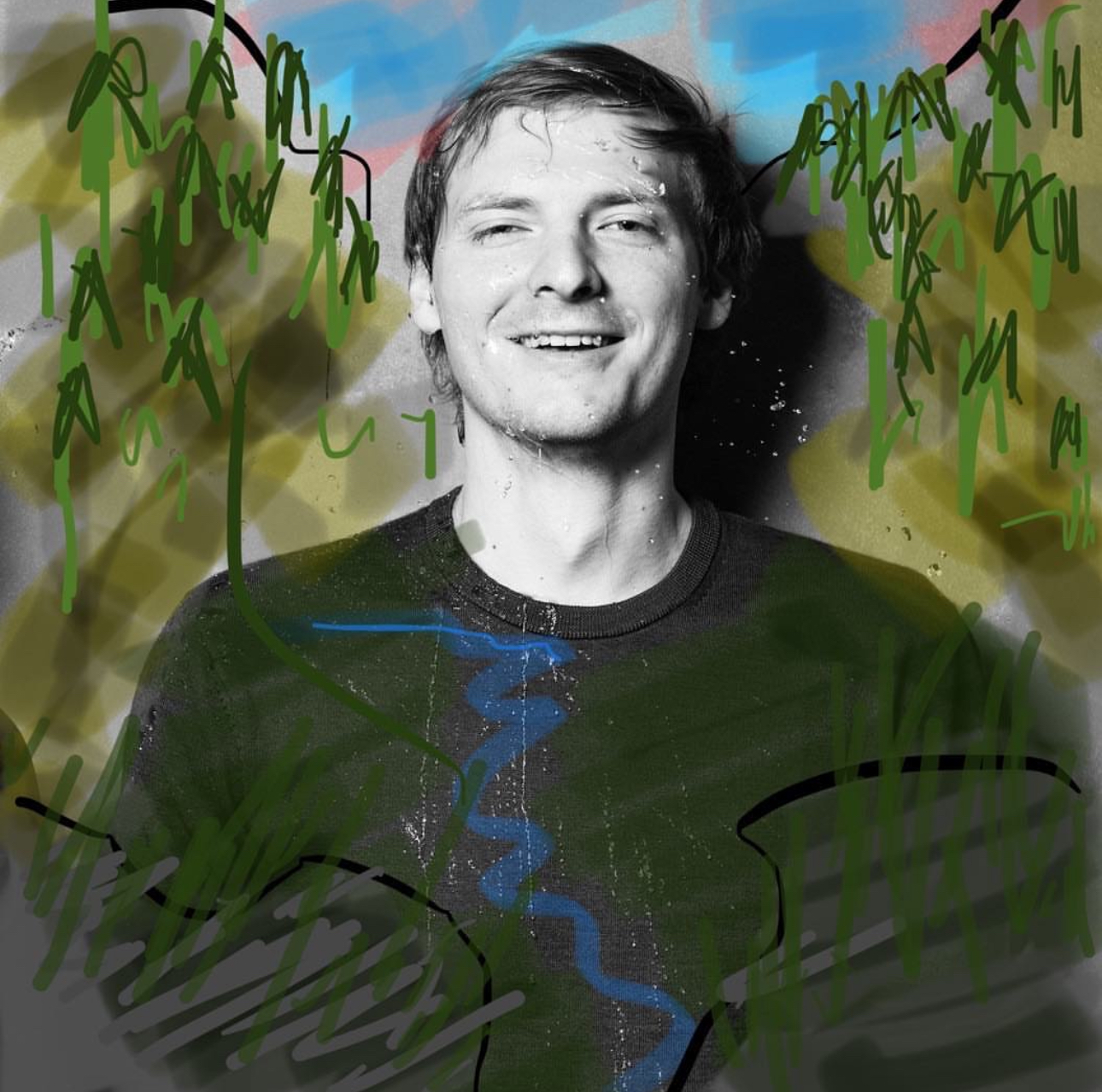

## Биография
Окончил Киевский национальный университет театра, кино и телевидения им. И. К. Карпенко-Карого по специальности «Кинорежиссура» в 2011 году, а в 2015—Мастерскую Индивидуальной Режиссуры Бориса Юхананова (Москва). С 2011 года проживает в Москве. Режиссер кино и сериалов, сценарист, «Вне себя» (2021), «13 клиническая» (2022), «Первый номер» (2024) и др. Фильм «Тетраграмматон» (2017) участвовал в фестивалях «Дух огня», Beat Film Fest, «Меридианы Тихого» и «Послание к человеку», получил Приз Гильдии киноведов и кинокритиков России"СЛОН" за жанровую революцию внутри революции и поверку истории на прочность искусством и особое упоминание международного жюри. Фильм Клима Козинского «Жанр» (2017) был показан на фестивале документального кино DocLisboa в Португалии, в программе New Visions.

## Фильм «Тетраграмматон» (2017)
Полнометражный анимационный комикс с коллажным повествованием, герои фильма — известные философы XIX и XX веков, которые разговаривают собственными цитатами.
Главный фокус «Тетраграмматона» — в сочетании лукаво примитивистской формы (на самом деле довольно изысканной) с содержанием, не теряющим сложности даже после радикальной хулиганской редукции. Подыгрывая автору, можно сказать, что сам он орудует бритвой Оккама, решительно отсекая от философских концепций огромные куски, пока они не превращаются в анекдот, разумеется по-прежнему философский. Точнее, это бритва Оккама — Тарантино, потому что одновременно Козинский расправляется с популярными киножанрами от вестерна и нуара до научной фантастики, хоррора и восточных боевых искусств.
«Тетраграмматон» молодого театрального режиссёра Клима Козинского прост и сложен одновременно, но совершенно точно этот фильм не похож ни на что виденное вами ранее. Это настолько вычурная смесь формы и содержания, такая лихо закрученная конструкция и многоуровневая концепция, столь дерзкий вызов и энергичное воплощение, что сравнивать фильм просто не с чем — «единый и неделимый», «альфа и омега», «невозможный, но существующий» — это все о нём. Нужно отдавать отчет в том, что подобное зрелище понравится далеко не каждому зрителю, а от людей, которые станут утверждать, что поняли все задумки автора, стоит держаться в стороне — «Тетраграмматон» для каждого свой, как и философия, в которую автор погружается вместе со зрителем. Это только кажется, что учения Канта, Ницше и Шлейермахера можно упаковать в список очевидных тезисов. Нет, философия — это постоянная внутренняя борьба".
В «Тетраграмматоне» ставка была на то, чтобы попробовать сделать фильм, главным героем которого было бы мышление. Сочетание темы и подхода мне кажется удачным.
Отвязный фильм Козинского с саундтреком электронщика Андрея Гурьянова, озвучен закадровым голосом американца Томми Симпсона. А собран, как пазл, из разномастных кусочков: типично комиксовых черт, обыденных предметов, мультяшных пейзажей и фантастических приколов. Коллажная структура фильма транслирует множественные смыслы: значение имеют и картинка, и жест, и голос, и титр. Любопытно, что при кажущемся легкомыслии режиссёрский способ рассказа взрывает существо дела: парадоксом ли, вымышленным диалогом между философами, никогда в реальности не встречавшимися.
Пушки, логика и немного насилия. Философы-супергерои идут на абордаж, чтобы рассказать вам о боге, сознании и мире. Самый дерзкий, остроумный и беспечный отечественный киноопус последнего времени, который, конечно, не предназначен для большого экрана, но именно на большом экране доставляет почти физиологическое наслаждение. Ни с места, или Витгенштейн будет стрелять!
Весь этот коктейль представлен в нетипичной анимации, отсылающей по своим исполнению и атмосфере к британскому телесериалу «Роскошная комедия Ноэля Филдинга». Рисовка комикса выглядит так, будто маленький ребёнок в Paint’е поиздевался над персонажами, изображения которых он нашёл в Википедии, а потом в демо-версии Sony Vegas смонтировал эту котовасию. В то же время тривиальная визуальная эстетика позволяет зрителю сосредоточиться на сюжетном скелете фильма, ибо смысл происходящего имеет первостепенное значение. Каждый из эпизодов с участием представителей культурного истеблишмента (всего их 8) выполнен в определённом жанре, приверженец постмодернизма Козинский не стал ограничиваться какими-либо рамками: в «багаже» ученика Бориса Юхананова и вестерн, и комедия, и мюзикл, и триллер.
По технике «Тетраграмматон» — это DIY-мультфильм, стиль, эстетика которого задаются вполне анархистской логикой, пренебрежением к авторитетам и ремесленной декоративности. Это панк-мультипликация, одинаково лёгкая в монтаже и коллаже, озвученная нарочито царапающими слух голосами закадра и несколькими победными включениями очень достойного хип-хопа в саундтреке. Что оказывается объектом интереса Козинского здесь? Хочется ответить: то же, что и у Хайдеггера — бытие и время. Что будет правдой, но очень неполной: «Тетраграмматон» состоит из семи новелл, каждая из которых рассказывает о похождениях отдельных супергероев от философии (Хайдеггер, Витгенштейн, Ницше, Шопенгауэр, Гегель, Фуко, Шлейермахер и другие, изображённые человечками-фотографиями мыслителей) — это и баталии с собой, друг другом и миром за познание, которые тут же оборачиваются абсурдистскими трипами, и полёты во сне, наяву и в дантовом аду, и постановка фундаментальных вопросов философии, и ситуативный поп-культурный экшен (гостят в кадре и фотосуррогаты Канье Уэста с Джей-Зи), и хулиганские сеансы саморазоблачения титанов мысли, лаконичное, но меткое доведение их идей до абсурда, даже диагностика философии с помощью едкой, но метко ухваченной претензии (диалектической, моральной, логической) к теоретическому труду как таковому и особенно к почти божественному, рабскому трепету, который сопровождает любые признанные его образцы.

## Фильм «Жанр» (2017)
Сюжет: в августе 1991 года независимая театральная группа собралась для репетиции проекта под кодовым названием «Жанр».
Основной принцип «Жанра»: сочинённый «модуль» на тему какого-либо из жанров современного театра и кино (детектив, психологический триллер, антиутопия, мелодрама, вестерн и т. д.) атакуется различными формами арт-террора. В это же время в стране начинает государственный переворот.

## Спектакль «Идиотология»
Премьера состоялась 10 декабря 2016 года.
В основе дебютного спектакля Клима Козинского композиция из двух текстов: романа Фёдора Достоевского «Идиот» и философского труда предшественника классической немецкой философии Готфрида Лейбница «Монадология» (1714).
В своём трактате Лейбниц формирует модель идеального мира, в центре которого располагается душа или её более простая форма — монада. Постигая этот мир при помощи разума, душа развивается и постепенно восходит к своему Творцу. Но ни одна философская догма не способна ухватить мир при помощи своих идей: пытаясь овладеть жизнью, она разрушает её. Душа не может воплотить свою мечту о жизни, но и не может отказаться от идеального знания о ней. Столкновение идей и реальности порождает войну, которая охватывает весь мир.

Князь Мышкин очарован идеей объединить два мира: мир божественного закона и мир земной. Сложно сказать, является ли князь носителем дара гениальности или это болезнь, слепость души, «идиотизм». Князь Мышкин совершает попытку изменить природу вещей, пробудить воспоминание души о своих божественных принципах, но не из храма (ведь он не священник, он светский человек), а изнутри самой жизни, тем самым нарушая естественный ход вещей. Мир вокруг него начинает рассыпаться.
«Идиотология» Клима Козинского глубоко метит. Она открывается зрителю через расстояние, отложенное осознание воспринятого. На этапе уже отрезанной головы, когда ты понимаешь, что велики дела твои и от одной твоей жизни зависит судьба мира. Такого же хрупкого как и та монада у души. Радость жизни.
«Идиотология» — это визионерская фантазия молодого режиссёра, основанная на совмещении двух текстов, романа Федора Достоевского «Идиот» и трактата немецкого философа и математика Готфрида Лейбница «Монадология», написанного в 1714 году. Идея такого нетривиального монтажа заключается в том, что князь Мышкин одержим болезненной страстью соединить мир божественный и мир земной, человеческий. По Лейбницу, в центре идеального мироздания располагается душа, или её более простая форма — монада. Но если пытаться захватить мир посредством философской идеи, то можно лишь погубить — и себя, и окружающее. В спектакле Клима Козинского, стилизованном художницей Анастасией Нефедовой под картины Магритта, психические атаки героев друг на друга оказываются снабжены идеей Лейбница и её опровержением. Иначе говоря, перед нами — пример интеллектуально оснащенного театра, рассказывающего про манию языком сновидческих картин.

## Спектакль «The Witch Project: Ether»
В 2018 году Клим Козинский поставил спектакль «The Witch Project: Ether» в резиденции Яна Фабра «Troubleyn/Laboratorium» (Антверпен, Бельгия). В ролях — Ивана Йозич и Мария Дафнерос. Премьера состоится 20 декабря 2018 года на Основной Сцене Электротеатра Станиславский, в рамках программы Фестиваля NET. Продюсер спектакля — Гавриш Александра.

## Актёрские работы
- 2015 Изида-Клим, «Золотой осел. Разомкнутое пространство работы», реж. Борис Юхананов, Электротеатр Станиславский.

## Работы в Электротеатре Станиславский
- Режиссёр-постановщик, автор инсценировки спектакля «Идиотология»
- 2015 Ассистент режиссёра Теодороса Терзопулоса на постановке трагедии Еврипида «Вакханки» (премьера — январь 2015)
- 2015 Ассистент режиссёра Бориса Юхананова на постановке спектакля «Сверлийцы. Эпизод I» (премьера — февраль 2015)
- 2015 Ассистент режиссёра на постановке спектакля Ромео Кастеллуччи «Человеческое использование человеческих существ» (премьера — июль 2015)

## Сериал «Вне себя (сериал)»
Комедийный триллер с Евгением Стычкиным, Еленой Лядовой и Евгением Цыгановым. Успешный финансовый аналитик Дмитрий страдает редкой формой психического расстройства — он не помнит несколько лет своей жизни, но его преследуют фантомы людей, в смерти которых он косвенно себя винит. Дмитрий продолжает общаться с призраками как с реальными знакомыми, но они мешают ему наладить личную жизнь, а главное, получить опеку над пятилетним сыном. Дмитрий обращается к психотерапевту, чтобы разобраться со своим недугом, но попытки распутать события прошлых лет приводят его к старым врагам и не самым приятным воспоминаниям.

## Сериал "13 клиническая"
Мистический триллер про неизлечимо больного хирурга Кирилла, который находит работу в клинике, где врачи борются со сверхъестественными явлениями. Единственный способ выжить — показать себя с лучшей стороны и убедить новое руководство, что он нужен больнице. Кирилл погружается в хитросплетения отношений людей, ведьм и демонов, все больше сомневаясь, что он способен правильно определить, кто именно здесь представляет добро, а кто — зло. Диагностика неидеальна, и врагом может оказаться тот, кто изначально им не казался. Чтобы избежать таких ошибок, Кириллу и его коллегам придется провести немало времени, изучая обстоятельства болезней пациентов.

## Сериал "Первый номер"[11]
Саркастическое драмеди о мире медиа и глянца, в котором главный герой — ловелас и популярный в прошлом писатель Константин Иноземцев. Он продолжает жить на широкую ногу, всё больше влезая в долги. Судьба преподносит Косте шанс перезапустить карьеру, возглавив угасающий глянцевый журнал. Через месяц он должен выпустить первый номер журнала под новым названием, вернуть возлюбленную всей жизни и доказать всем, что он еще чего-то стоит.

## Работы в кино
- 2024 «Первый номер»[12]
- 2022 «13 Клиническая»
- 2021 «Вне себя»
- 2017 «Жанр»[13]
- 2017 «Тетраграмматон»
- 2017 «Сфера»[13]